# Hebrejska književnost
Hebrejska književnost sastoji se od drevnih, srednjovjekovnih i modernih spisa na hebrejskom jeziku. To je jedan od primarnih oblika židovske književnosti, iako je bilo slučajeva da su književnost na hebrejskom pisali i oni koji nisu Židovi. Hebrejska književnost nastala je u mnogim dijelovima svijeta tijekom srednjeg vijeka i modernog doba, dok je moderna hebrejska književnost uglavnom izraelska književnost. Godine 1966. Šmuel Josef Agnon dobio je Nobelovu nagradu za književnost za romane i kratke priče koje koriste jedinstvenu mješavinu biblijskog, talmudskog i modernog hebrejskog, čime je postao prvi hebrejski pisac koji je dobio tu nagradu.

## Antičko doba
Književnost na hebrejskom jeziku počinje s usmenom književnošću Lešonskog Hakodeša (לֶשׁוֹן הֲקוֹדֶשׁ), "Svetog jezika", iz davnih vremena i s učenjima Abrahama, prvog od biblijskih patrijarha Izraela, oko 2000. godine prije Krista. Bez premca, najvažnije djelo starohebrejske književnosti je hebrejska Biblija (Tanah).
Mišna, sastavljena oko 200. godine, primarna je rabinska kodifikacija zakona izvedenih iz ore. To je djelo napisano na hebrejskom, dok je njegov glavni komentar Gemara, uglavnom napisan na aramejskom. Mnoga djela klasičnog midraša napisana su na hebrejskom.

## Srednji vijek
Tijekom srednjovjekovnog razdoblja većina židovske i hebrejske književnosti napisana je u islamskoj sjevernoj Africi, Španjolskoj, Palestini i na Bliskom istoku. Mnoga djela srednjovjekovne filozofske književnosti, poput Majmonidovog „Vodiča za zbunjene” i „Cuzara”, kao i mnoga beletristika, napisana su na judeo-arapskom. Djela rabinske literature češće su pisana na hebrejskom, uključujući: Komentare Tore od Abrahama ibn Ezre, Rashija i drugih; kodifikacije židovskog zakona i djela musarske književnosti (didaktičke etičke književnosti). Jedno od djela napisanih na hebrejskom bili su "Basne o lisici" Berehiaha ben Natronaija ha-Nakdana, hebrejske basne koje podsjećaju na Ezopove basne. Za srednjovjekovno razdoblje potvrđena je samo jedna hebrejska pjesma koju je napisala žena (koja je prva i posljednja u nekoliko stoljeća). Tu je pjesmu napisala žena Dunasha ben Labrata, a u njoj ona oplakuje Dunashov odlazak u progonstvo.

## Moderno doba
Osim pisanja tradicionalne rabinske književnosti na hebrejskom, moderni Židovi razvili su nove oblike fikcije, poezije i pisanja eseja, koji se obično nazivaju "moderna hebrejska književnost".

### 18. stoljeće
Sve do početka 18. stoljeća židovskom književnošću i dalje su dominirali sefardski autori, koji su često pisali na judeo-arapskom. Alegorijska drama Mosesa Chaima Luzata "La-Yesharim Tehilah" (1743.) može se smatrati prvim proizvodom moderne hebrejske književnosti. Nazvana je "pjesmom koja je druga samo od Biblije u svom klasičnom savršenstvu stila". Luzatov učenik u Amsterdamu, David Franco Mendes (1713.–'92.), nastavio je majstorov rad svojim imitacijama Jeana Racinea ("Zemlja 'Athaliah") i Metastasiusa ("Jehudit"), iako njegova djela nisu tako cijenjena kao Luzatova.
Kasnije u 18. stoljeću, pokret Haskala (židovsko prosvjetiteljstvo) radio je na postizanju političke emancipacije Židova u Europi, a europski Židovi postupno su počeli proizvoditi više literature po uzoru na ranije bliskoistočne židovske autore. Prijevod hebrejske Biblije na njemački od strane Mosesa Mendelssohna potaknuo je interes za hebrejski jezik što je dovelo do uspostavljanja tromjesečnih recenzija pisanih na hebrejskom. Uslijedile su druge periodike. Poezija Naftalija Hirza Veselija, poput "Shire Tif'eret" ili "Mosiade", učinila je Veselija, pjesnikom laureatom tog razdoblja.

### 19. stoljeće
U Galiciji u 19. stoljeću, pjesnici, znanstvenici i popularni pisci pridonijeli su širenju hebrejske i židovske emancipacije. U Amsterdamu se u 19. stoljeću pojavio krug književnih umjetnika na hebrejskom jeziku, među kojima je bio i pjesnik Samuel Mulder (1789.–1862). Prag je u 19. stoljeću postao aktivno središte Haskale, a među tamošnjim piscima najpoznatiji je Yehudah Loeb Yeiteles (1773.–1838.), autor duhovitih epigrama ("Bene ha-Ne'urim") i djela usmjerenih protiv hasidizma i protiv praznovjerja. U Mađarskoj su pisci na hebrejskom jeziku bili: Solomon Levison iz Mure (1789.–1822.), autor "Melicat Jeshurun"; Gabriel Sedfeld, pjesnik koji je bio otac Maxa Nordaua; i pjesnik Simon Bacher. Važan židovski autor u Rumunjskoj tijekom 19. stoljeća bio je liječnik i pisac Julius Baras.

### 20. stoljeće
Kako se cionističko naseljavanje Palestine intenziviralo početkom 20. stoljeća, hebrejski je postao zajednički jezik raznih židovskih imigrantskih zajednica, zajedno s izvornim palestinskim Židovima Starog Yishua, koji su nastavili književnu tradiciju ranijih sefardskih i arapsko-židovskih pisaca kao što su: Majmonid i al-Harizi. Eliezer Ben-Yehuda posebno je radio na prilagodbi hebrejskog jezika potrebama suvremenog svijeta, okrećući se hebrejskim izvorima iz svih razdoblja i regija kako bi razvio jezik koji je nadilazio sveto i poetsko i bio sposoban artikulirati suvremeno iskustvo.
S porastom cionističkog pokreta među Židovima u Europi, Židovi Aškenazi prihvatili su hebrejsku književnost i po prvi put počeli njome dominirati. Temelje moderne izraelske abecede postavila je skupina književnih pionira iz Druge alije. Hayim Nahman Bialik (1873.–1934.) bio je jedan od pionira modernih hebrejskih pjesnika i postao je priznat kao izraelski nacionalni pjesnik. Bialik je značajno pridonio oživljavanju hebrejskog jezika, koji je prije njegovih dana postojao prvenstveno kao drevni, znanstveni ili pjesnički jezik. Bialik je, kao i druge velike književne ličnosti s početka 20. stoljeća, poput Ahada Ha-Ama i Černihovskog, posljednje godine života proveo u Tel Avivu i izvršio veliki utjecaj na mlađe hebrejske pisce; utjecaj njegova djela očit je u suvremenoj hebrejskoj književnosti.